# Lucien Desagneaux
Lucien Charles Eugène Desagneaux, né le 5 janvier 1907 à Vincennes et mort le 9 mai 1999 à Laval, est un acteur français.
Il est le frère du monteur et réalisateur Jacques Desagneaux.

## Biographie
Principalement connu pour son rôle dans La Bataille du rail de René Clément, il fit également de la figuration dans les années 1950, principalement dans des rôles de gendarme ou de policier.

## Filmographie

### Cinéma
- 1934 : Liliom de Fritz Lang
- 1934 : La Garnison amoureuse de Max de Vaucorbeil
- 1937 : Salonique, nid d'espions ou Mademoiselle docteur de Georg Wilhelm Pabst : un marin au tripot
- 1941 : Péchés de jeunesse de Maurice Tourneur : un admirateur
- 1941 : Le Valet maître de Paul Mesnier : un membre du club des patineurs
- 1942 : Croisières sidérales d'André Zwobada : un homme à la gare sidérale
- 1942 : L'Inévitable Monsieur Dubois de Pierre Billon
- 1943 : La Valse blanche de Jean Stelli : un élève du conservatoire
- 1943 : Le Dernier Sou d'André Cayatte : un dîneur
- 1946 : La Bataille du rail de René Clément : Athos
- 1947 : Le Diamant de cent sous de Jacques Daniel-Norman
- 1948 : L'échafaud peut attendre d'Albert Valentin : le pharmacien
- 1948 : Le Mystère Barton de Charles Spaak
- 1949 : Du Guesclin de Bernard de Latour
- 1952 : Jocelyn de Jacques de Casembroot
- 1952 : Les Détectives du dimanche de Claude Orval
- 1952 : La Fête à Henriette de Julien Duvivier : l'agent de la poursuite
- 1952 : Je suis un mouchard de René Chanas
- 1953 : Le Gang des pianos à bretelles (ou Gangsters en jupons) de Gilles de Turenne : un gangster américain
- 1954 : Ah ! les belles bacchantes de Jean Loubignac : le flic qui fait les cent pas
- 1954 : Napoléon de Sacha Guitry : un parlementaire
- 1955 : Le Crâneur de Dimitri Kirsanoff : le patron de l'hôtel où est descendu Philippe
- 1955 : Gas-oil de Gilles Grangier : un client chez "Serin"
- 1955 : M'sieur la Caille d'André Pergament : un consommateur
- 1955 : Razzia sur la chnouf d'Henri Decoin : un inspecteur
- 1955 : La Rue des bouches peintes de Robert Vernay : un invité
- 1955 : Gueule d'ange de Marcel Blistène : le passager de l'avion derrière Loïna
- 1956 : Alerte au deuxième bureau de Jean Stelli
- 1956 : Comme un cheveu sur la soupe de Maurice Regamey : l'agent de la circulation
- 1956 : Trapèze de Carol Reed : un artiste du cirque
- 1956 : En effeuillant la marguerite de Marc Allégret
- 1956 : L'Homme à l'imperméable de Julien Duvivier : l'agent à la sortie de l'école
- 1956 : Mademoiselle et son gang de Jean Boyer
- 1957 : La Route joyeuse (The Happy Road) de Gene Kelly : un passager du camion
- 1957 : Ascenseur pour l'échafaud de Louis Malle : un journaliste
- 1957 : Clara et les Méchants de Raoul André : un valet
- 1957 : La Garçonne de Jacqueline Audry
- 1957 : Incognito de Patrice Dally
- 1957 : Police judiciaire de Maurice de Canonge
- 1957 : Les trois font la paire de Sacha Guitry : un agent
- 1957 : Sois belle et tais-toi de Marc Allégret : un inspecteur
- 1959 : Julie la Rousse de Claude Boissol : un spectateur au cirque dans la scène finale
- 1959 : Classe tous risques de Claude Sautet : un joueur de billard
- 1959 : Un témoin dans la ville d'Édouard Molinaro : un chauffeur
- 1959 : 125, rue Montmartre de Gilles Grangier : un homme dans le local des journaux
- 1961 : Les Parisiennes de Claude Barma : un voyageur à Orly (sketch Françoise)
- 1961 : Une blonde comme ça de Jean Jabely
- 1962 : Arsène Lupin contre Arsène Lupin d'Édouard Molinaro
- 1963 : Charade de Stanley Donen : un homme au jardin public
- 1964 : Coplan prend des risques de Maurice Labro : Petit-Jean
- 1964 : Compartiment tueurs de Costa-Gavras
- 1965 : Du rififi à Paname de Denys de La Patellière : un inspecteur
- 1965 : La Tête du client de Jacques Poitrenaud : le président du tripot
- 1968 : Salut Berthe ! de Guy Lefranc
- 1968 : Sous le signe du taureau de Gilles Grangier : un passager à Orly
- 1968 : La Nuit du lendemain d'Hubert Cornfield : le passager à Orly avec sa valise
- 1972 : César et Rosalie de Claude Sautet

### Télévision
- 1967 : Salle n° 8, épisodes 5/26/35 de Robert Guez et Jean Dewever : un infirmier sortant de l’ascenseur/un infirmier dans les couloirs/un infirmier à l’accueil
- 1968 : Les Enquêtes du commissaire Maigret, épisode Félicie est là de Claude Barma : un consommateur au "Pélican"